# Človek v šipi
Človek v šipi je drama Petra Božiča. Izšla je leta 1970 pri založbi Obzorja.

## Osebe
- Andrej
- Njegova mati
- Anja, njegova zaročenka
- Človek v šipi
- Dekle z belimi lasmi
- Čuvaj
- Neznani samomorilec
- Neznanec in neznanka na mostu
- Govornik, ljudje iz množice, nosači, pogrebniki in meščani

## Vsebina
Godi se zdaj, v srednjem provincialnem mestu.
Andreju preseda njegovo življenje, ljudi, s katerimi se druži Anja, ima za bedake, vse noči presedi ob oknu, gleda na most in se pravda s Človekom v šipi; vmes se tudi malo igra: kupuje suknjič pri prodajalcu-nočnem čuvaju ob mostu, kjer sreča Dekle z belimi lasmi. Andrej trdi, da je pol življenja še pred njim, Človek pa, da je stvar v bistvu opravljena; naj le pogleda par, ki gre čez most, in samomorilca, ki se plazi za njima in dolgo strmi v reko ... nekoč bo skočil, če ne, je vreden, da mu postavijo spomenik. Čuvaj se zbudi, ugasne luč pred oknom in s tem utrne Človeka v šipi.
Mati in Anja pripravljata zajtrk, Andrej gleda na most, kamor množica prinaša spomenik z napisom: S tega mostu je hotel nekdo skočiti v reko, a ni! Po burnem razpravljanju in govoru se množica razide, spomenik ostane sredi mostu. Mati in Anja sta osamljeni, Anja je prepričana, da se ju vsi ogibljejo zaradi Andrejevega čudaštva. Ta pa čaka noči in Čuvaja, da bo prižgal luč in mu ustvaril sogovornika. Pojavi se Dekle in Andrej slika njene bele lase, nato posluša Človeka v šipi, ki pripoveduje o mučenju in uboju. Prekine ga Anja, ki hoče od zaročenca zagotovilo, da bo po poroki drugačen. Toda Andrej ji tega zagotovila ne more dati, počuti se kot človek, ki ga je zasula bomba, pa si želi druge, da bi morda le našel izhod. Nekaj je treba zavreči, razbiti - če bele lase, se odreče svojim sanjam, če Anjo, se odreče realiteti ... strašno je biti nič, ki misli in hoče! Človek v šipi pripravi Andreja do tega, da zadavi Čuvaja, ki ugaša luč. Meščani se razburjeni zberejo in ker prav takrat skoči z mostu samomorilec, so prepričani, da je morilec ta ter postavijo enega od meščanov za novega Čuvaja. Tedaj se pojavi na mostu Dekle z belimi lasmi; Andrej steče k nji, hoče, da gre z njim, zaradi njenih belih las je zavrgel mater in Anjo, postal celo morilec ... Toda Dekle ga zavrne: ubiti Čuvaj je bil njen oče in čeprav ga je sovražila, ne more več v Andrejevo hišo.
Epilog: Človek v šipi triumfira: ničesar več ne bo, kar si Andrej želi, vso noč bo z njim in med njima bo samo še dan! Tedaj se Andrej z muko zbere, trešči sliko Dekleta v šipo, šipa se sesuje in Človeka v šipi ni več.